# Marcello Malpighi
Marcello Malpighi (ur. 10 marca 1628 w Crevalcore, zm. 29 listopada 1694 w Rzymie) – włoski lekarz i biolog. Upamiętniony został nazwą naukową rodzaju roślin Malpighia od którego z kolei utworzono nazwę rodziny Malpighiaceae i rzędu Malpighiales. 
Jego rodzice byli niezależnymi materialnie rolnikami, co pozwoliło im zapewnić najstarszemu synowi dobre wykształcenie. Na skutek ich śmierci w 1649 musiał on zaopiekować się rodzeństwem i gospodarstwem, ale dwa lata później zdecydował się na studia i po kolejnych dwóch latach uzyskał stopień doktora medycyny na prestiżowym uniwersytecie w Bolonii. Następnie był profesorem tamże oraz w Pizie i Mesynie.
Jest twórcą anatomii mikroskopowej. Opisał krwinki czerwone, naczynia włosowate, strukturę tkanki płucnej oraz budowę owadów, w tym tchawki (niewielkie otwory zastępujące płuca u tchawkowców) i narządy wydalnicze (cewka Malpighiego). W 1691 roku został lekarzem papieża Innocentego XII, był także członkiem honorowym londyńskiego Royal Society.

## Przykładowe prace
- Anatome Plantarum (1675)[5]
- De viscerum structura exercitatio anatomica (1666)[6]
- Opera omnia (1686)[7]